# Бавыкина, Евгения Глебовна
Евге́ния Гле́бовна Бавы́кина (род. 26 мая 1965, Раменское, Московская область) — российский политик и юрист. Заместитель Председателя Совета министров Республики Крым (2014—2016). Первый заместитель главы администрации города Ялта (с 2021).

## Биография
Родилась 26 мая 1965 года в городе Раменское Московской области.
В 1994 году окончила Московскую государственную юридическую академию по специальности «правоведение».

## Трудовая деятельность
- В 1983 году работала оператором ЭВМ Летно-исследовательского института. С 1984 по 1988 гг. работала техником в Лётно-исследовательском институте.
- В 1988 году работала секретарем суда, секретарём судебного заседания Жуковского городского народного суда Московской области.
- С декабря 1988 года по 1991 год судебный исполнитель Жуковского городского народного суда.
- С марта по июнь 1991 года ведущий специалист правового отдела Российского Акционерного Концерна «Акрос».
- С июля по ноябрь 1991 года юрист-консультант юридического отдела Российской финансово-промышленной корпорации «Дженал».
- С декабря 1991 года по июнь 1992 года юрист-консультант отдела материально-технического обеспечения Инвестиционно-финансовой компании «Инфа».
- С июня 1992 по апрель 1994 года заведующий правовым отделом Российского Акционерного Концерна «Акрос».
- С апреля 1994 года по сентябрь 1997 года работала на различных должностях Акционерного общества закрытого типа «Акрос-Холдинг».
- С октября 1997 года по июнь 1999 года начальник юридического управления ЗАО «Энергогаз» Корпорации «Единый электроэнергетический комплекс».
- С июня 1999 года по ноябрь 2002 года начальника юридического отдела ЗАО «Сиданко-Восток».
- С ноября 2002 года по июль 2004 года начальник отдела правового обеспечения Государственного учреждения «Агентство «Эмерком» МЧС России.
- С августа 2004 года по август 2007 года начальник юридического отдела ОАО «СНС-Холдинг».
- С сентября 2007 года по май 2010 года главный юрисконсульт юридического отдела, начальник отдела юридического сопровождения Юридического департамента ЗАО «Управляющая компания «Союзметаллресурс».
- С мая 2010 года по август 2012 года заместитель директора Федерального государственного бюджетного учреждения «Агентство по обеспечению и координации российского участия в международных гуманитарных операциях «Эмерком».
- С августа 2012 года по январь 2013 года заместитель начальника Управления делами Губернатора Московской области и Правительства Московской области.
- С января 2013 года по май 2014 года первый заместитель генерального директора ОАО «Славянка».
- С 7 мая 2014 года — генеральный директор ОАО «Корпорация развития Крыма»[3].
- С 17 июня по 23 июля 2014 года исполняющий обязанности Первого заместителя Председателя Совета министров Республики Крым[4].
- 24 июля 2014 года назначена на должность заместителя Председателя Совета министров Республики Крым[5].
- 19 января 2016 года ушла в отставку по собственному желанию[6].
- 7 декабря 2020 года назначена на должность заместителя главы администрации города Ялта.
- С 10 августа 2021 года первый заместитель главы администрации города Ялта[7].

## Награды
- Нагрудный знак МЧС России «За заслуги» (2010 год);
- Медаль МЧС России «За содружество во имя спасения» (2012 год);
- Медаль Республики Крым «За доблестный труд» (13 марта 2015 года) — за мужество, патриотизм, активную общественно-политическую деятельность, личный вклад в укрепление единства, развитие и процветание Республики Крым и в связи с Днём воссоединения Крыма с Россией[8];
- Медаль ордена «За заслуги перед Отечеством» II степени (29 января 2016 года) — за достигнутые трудовые успехи, активную общественную деятельность и многолетнюю добросовестную работу[9].
- Отличительный знак Главы Республики Крым «Часы от Главы Республики Крым» (28 сентября 2020)[10]